# Алиев, Хасан Хусаинович
Хасан Хусаинович Алиев (10 мая 1939, Шатой, Чечено-Ингушская АССР — 2003) — советский и российский танцор, хореограф, лауреат многих международных и всесоюзных фестивалей народного творчества, VI Всемирного фестиваля молодежи и студентов в Москве (1957), отличник культуры СССР (1975), Заслуженный работник культуры РСФСР (1985). Создатель и первый руководитель Республиканского детского ансамбля песни и танца «Башлам» имени Хасана Алиева.

## Биография
В 1948 году стал студентом танцевальной студии при театре классической оперы и балета имени Абая в Алма-Ате. В 1953 году стал артистом балета того же театра. С 1955 года работал солистом балета дважды Краснознаменного ансамбля песни и танца имени Александрова. В 1958 году стал артистом балета Государственного академического ансамбля танца СССР имени Моисеева. В 1961 году был назначен художественного руководителя ансамбля эстрадного танца «Современник» в Грозном. В 1967 году окончил Чечено-Ингушский педагогический институт. В 1969 году создал и возглавил детский ансамбль песни и танца «Башлам». В 2003 году, после смерти Хасана Алиева, ансамбль был назван в его честь. Руководителем ансамбля стал его брат Яхсан Алиев.

## Награды и звания
- Отличник культуры СССР (1975);
- Заслуженный работник культуры Чечено-Ингушской АССР (1977);
- Заслуженный работник культуры РСФСР (1985);
- Медаль «За достойный труд» (1970);
- Медаль «Ветеран труда» (1987).